# نرخ زاد و ولد

کشورهای دنیا بر پایه میزان موالید در سال ۲۰٢٣

نرخ زاد و ولد یا افزایش موالید (تولد) به میزان متوسط تولد بر حسب هر ۱۰۰۰ نفر از جمعیت در هر سال گفته می‌شود.
در حالی که میزان تولد در کشورهای توسعه‌یافته در حال کاهش است، در کشورهای در حال توسعه میزان تولد مشکلی عمده به حساب می‌آید. چند دلیل عمده بالا بودن میزان تولد در کشورهای در حال توسعه به شرح زیر است: ۱. در نواحی روستایی فرزندان زیاد برای کار روی زمین و کسب درآمد نیاز است ۲. افراد احتیاج به فرزندان دارند که در زمان پیری از آنها مراقبت کنند؛ ۳. افرادی که در نواحی روستایی هستند از روش‌های کنترل نرخ تولد ناآگاه هستند یا منابع لازم برای انجام آن را ندارند یا آن را برخلاف عقیده خود می‌دانند ۴. به دلیل افزایش امکانات پزشکی و کاهش نرخ مرگ نوزادان (که توسط ارگان‌های پزشکی مانند سازمان بهداشت جهانی فراهم آمده)، در عمل باعث زیاد شدن نرخ تولد شده‌است.

## در ژاپن
از سال ۲۰۱۶، ژاپن دارای سومین نرخ زاد و ولد پایین (یعنی اجازه توزیع سنی جمعیت) در جهان است و تنها سن-پیر و میکلون و موناکو دارای نرخ زاد و ولد پایین‌تری هستند. ژاپن دارای جمعیت نامتعادل با تعداد زیادی از افراد مسن اما تعداد کمی از جوانان است و پیش‌بینی می‌شود که در آینده این وضعیت شدیدتر شود، مگر اینکه تغییرات عمده ای ایجاد شود. تعداد فزاینده ای از مردم ژاپن ازدواج نمی‌کنند: بین سالهای ۱۹۸۰ تا ۲۰۱۰، درصد جمعیتی که هرگز ازدواج نکرده بودند از ۲۲ درصد به تقریباً ۳۰ درصد افزایش یافته‌است، حتی با افزایش سن جمعیت، و تا سال ۲۰۳۵ از هر چهار نفر یک نفر در دوران باروری ازدواج نخواهند کرد. ماساهیرو یامادا، جامعه‌شناس ژاپنی، اصطلاح مجرد انگل را برای بزرگسالان مجرد در اواخر ۲۰ و ۳۰ سالگی که با پدر و مادر خود به زندگی خود ادامه می‌دهند، مطرح کرده‌است.